# Västra Håarna
Västra Håarna är en sjö i Malung-Sälens kommun i Dalarna och ingår i Dalälvens huvudavrinningsområde. Sjön har en area på 0,237 kvadratkilometer och ligger 499,2 meter över havet. Sjön avvattnas av vattendraget Lyan.

## Delavrinningsområde
Västra Håarna ingår i det delavrinningsområde (674612-138278) som SMHI kallar för Utloppet av Västra Håarna. Medelhöjden är 512 meter över havet och ytan är 2,16 kvadratkilometer. Räknas de 2 avrinningsområdena uppströms in blir den ackumulerade arean 19,62 kvadratkilometer. Lyan som avvattnar avrinningsområdet har biflödesordning 5, vilket innebär att vattnet flödar genom totalt 5 vattendrag innan det når havet efter 413 kilometer. Avrinningsområdet består mestadels av skog (73 procent) och sankmarker (16 procent). Avrinningsområdet har 0,24 kvadratkilometer vattenytor vilket ger det en sjöprocent på 11 procent.